# Großer Sackträger

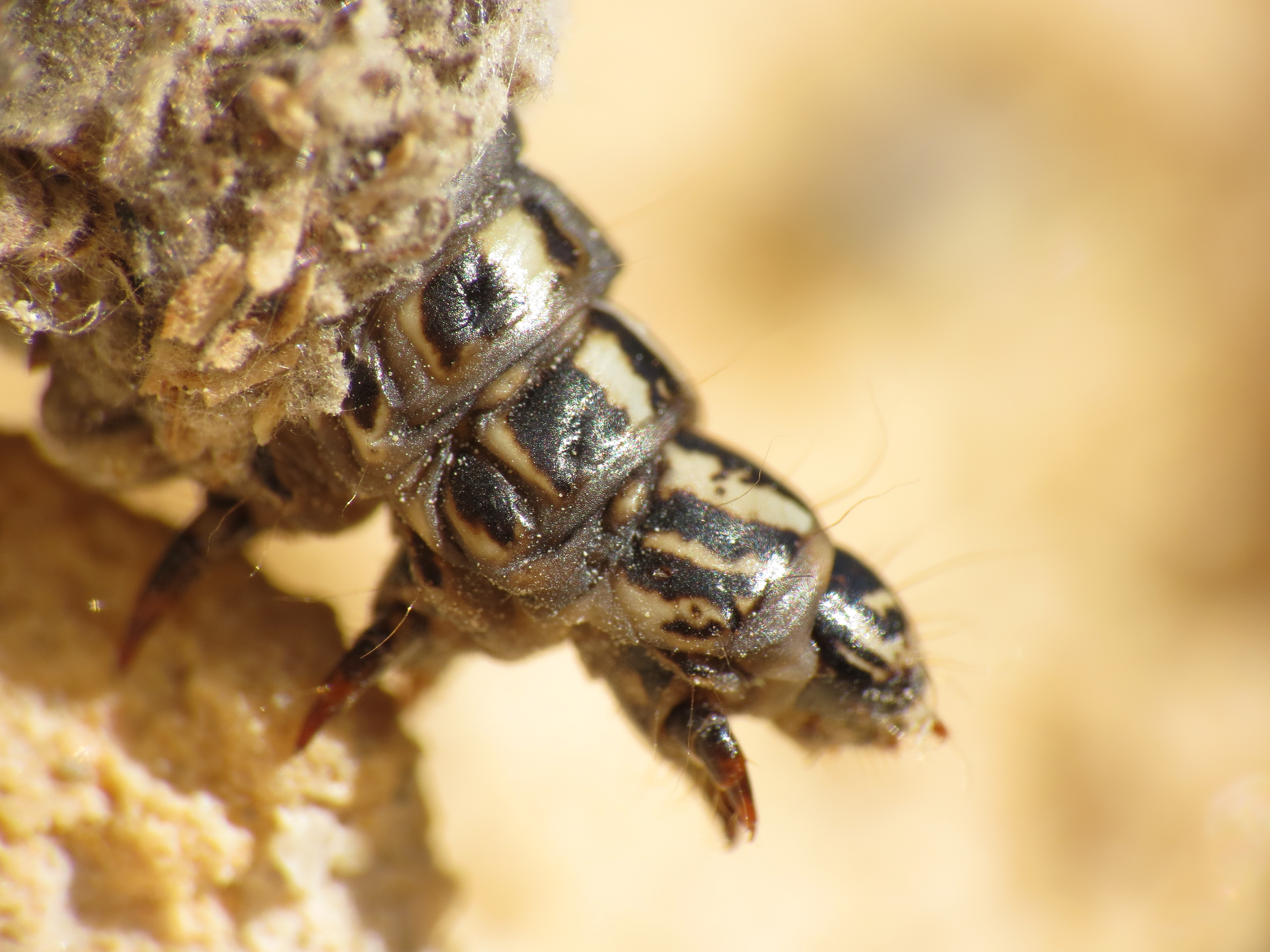
Raupe an der vorderen Sacköffnung

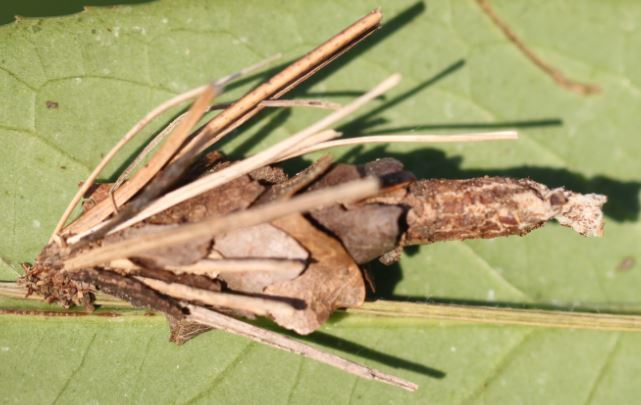
Sack kurz vor dem Schlüpfen des Falters – die Verpuppung findet im hinteren Teil des Sacks statt.

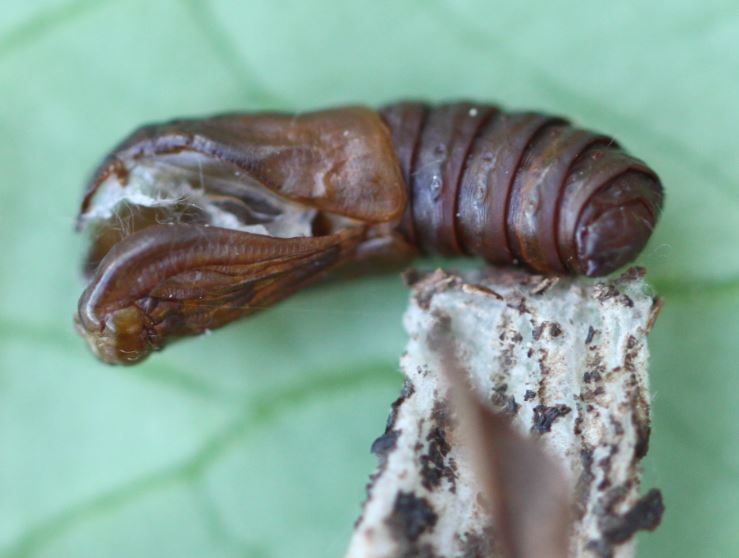
Geöffnete Puppe am hinteren Ende des Sacks

Der Große Sackträger (Canephora hirsuta, Syn.: Canephora unicolor, auch als Mohrenkopf bezeichnet,) ist ein Schmetterling aus der Familie der Echten Sackträger (Psychidae).

## Merkmale

### Bau der Imago
Der Bau der erwachsenen Tiere ist durch einen deutlichen Geschlechtsdimorphismus geprägt. Die Männchen sind ganz schwarz und weisen eine metallisch glänzende Oberfläche auf, ihr Erscheinungsbild ist dunkel und unscheinbar. Sie erreichen eine Spannweite von 20 bis 25 Millimetern. Ihre Flügel und die gefiederten Antennen sind gut ausgeprägt. Auf dem Caput (Kopfteil), der Rückseite des Thorax und am Ansatz der Beine befinden sich feine, weißgraue Härchen. Die bräunlich gefärbten Weibchen haben einen walzenförmigen Körper und werden 13 bis 20 Millimeter lang. Sie besitzen weder entwickelte Fühler, noch Flügel, auch sind ihre Augen verkümmert und die Beine zu Stummeln reduziert. Nach anderen Angaben erreicht die Art Körperlängen von 12–14 mm.

### Bau der Raupe
Die Raupen werden etwa 16 Millimeter lang. Sie haben einen gelblichen Körper, Kopf und Thorax sind braun gemustert. Sie spinnen sich in einen sackartigen Gespinstsack ein. Dessen innere Schicht ist im Querschnitt rund oder oval und besteht aus Seide, an dessen Außenseite die Raupe Teile von Pflanzenstängeln, Blattstücken oder Baumnadeln anfügt, sodass das Seidensäckchen durch einen Köcher aus organischen Substanzen umhüllt ist. Die Raupensäckchen sind robust gebaut und haben ein sehr grobes und zerzaustes Erscheinungsbild. Der Sack ist meist länger als 20 Millimeter, etwa 30–40 mm, die organischen Fremdmaterialien sind in Längsrichtung angesponnen, meist ragt der Seidensack unterhalb hervor. Befestigt wird das Gebilde an Grasstängeln. Männliche Raupen spinnen deutlich größere Pflanzenteile zusammen, insbesondere stehen vom vorderen Ende lange Stücke schräg ab. Am Hinterende ist ein Teil des Gespinstes nicht durch Pflanzenmaterial bedeckt. Die Weibchen hingegen bauen ihre Behausung aus feineren Pflanzenteilen und bedecken auch das Hinterende.
Das nach oben gerichtete Ende des Sacks ist das Vorderende, aus dem die Raupe den Kopf und das Brustsegment herausstrecken und sich mit den Thorakalbeinen fortbewegen kann. Dies geschieht vor allem, um eine neue Nahrungspflanze aufzusuchen. Der Hinterleib verbleibt im Sack, die Raupe hält sich darin mit den Bauchbeinen fest. Aus dem Hinterende des Sacks erfolgt die Kotabgabe, nach der Verpuppung schlüpft aus dieser Seite der fertige männliche Schmetterling. Hierzu dreht sich die Raupe im Sack um, bevor sie mit der Verpuppung beginnt. Das Weibchen verbleibt im Sack und wird bei der Paarung durch das Hinterende befruchtet.

## Vorkommen
Die Raupen leben auf sonnigen Wiesen oder in lichten Wäldern, insbesondere auf sandigen Böden. Ihr Sack ist an Grasstängeln befestigt. Sowohl die weibliche Imago, die ihr ganzes Leben im Raupensack verbleibt, als auch die männliche Imago halten sich im selben Habitat auf. Sie sind in Mitteleuropa weit verbreitet und häufig zu finden, mancherorts sind ihre Populationen aber stark rückläufig. Sie wird manchmal auch als nicht mehr häufige Art bezeichnet.

## Lebensweise
Nur der männliche erwachsene Schmetterling verlässt den Raupensack und sucht das Weibchen auf, um sich mit ihm zu paaren. Das Männchen wird durch Sexualpheromone angelockt. Durch synchrone Schlüpfzeitpunkte gelingt die Paarung trotz der kurzen Lebenszeiten, die für alle Imagines der Echten Sackträger charakteristisch ist, da diese wegen ihrer verkümmerten Mundwerkzeuge keine Nahrung aufnehmen können.

### Flug- und Raupenzeiten
Die Imagines fliegen in einer Generation von Ende Mai bis Mitte Juli. Die Raupen findet man ab August und nach der Überwinterung bis Mai.

### Nahrung der Raupen
Die Raupen ernähren sich polyphag von vielen verschiedenen holzigen oder krautigen Pflanzen, wie beispielsweise von Eingriffeligem Weißdorn (Crataegus monogyna), Brombeeren (Rubus fruticosus), Besenginster (Cytisus scoparius), Wiesensalbei (Salvia pratensis) und Spitzwegerich (Plantago lanceolata).

## Entwicklung
Während des gesamten Raupenstadiums bleibt die Raupe in ihrer Umhüllung und verlässt sie auch zur Nahrungsaufnahme nicht. Die Entwicklung dauert mindestens zwei Jahre, die Überwinterung findet somit als Raupe statt. Auch die Verpuppung geschieht im Raupensack, sodass erst der erwachsene männliche Schmetterling seine Brut- und Reifungsstätte verlässt. Man findet die männlichen Säcke zahlreich entweder an Grashalmen oder an Mauern angesponnen. Die weiblichen Säcke befinden sich schwer erkennbar in ein bis zwei Metern Höhe in Gebüschen.

## Taxonomie
Synonyme der Art lauten unter anderem Canephora unicolor, Pachytelia unicolor, Pachythelia unicolor und Lepidopsyche unicolor. 